# Egbekaw
Egbekaw  est une localité du Cameroun située dans le département de la Manyu et la Région du Sud-Ouest. Elle fait partie de la commune de Mamfé. 

## Histoire
Le 6 novembre 2023, lors de la crise anglophone au Cameroun, au moins 20 personnes, dont des femmes et des enfants, sont massacrés dans le village par des séparatistes présumés. Sept personnes sont grièvement blessées et une dizaine de maisons incendiées selon les médias d'État.